# Hanaan
Hanaan (russisch Ханаан; koreanisch 하나안) ist ein koreanisch-usbekisches Filmdrama des Regisseurs Ruslan Pak aus dem Jahr 2011. Es thematisiert das Leben der Korjo-Saram, der koreanischen Minderheit, die in den Nachfolgestaaten der Sowjetunion lebt.

## Handlung
Der junge Mann Stas und seine Freunde Kasoy, Shin und Said leben in Taschkent. Stas, Kasoy und Shin sind Korjo-Saram der dritten Generation, also Angehörige der koreanischen Minderheit, die 1937 unter Stalin aus dem Russischen Fernen Osten nach Zentralasien deportiert wurde. Zusammen versuchen sie, dem langweiligen und bedrückenden Leben in der usbekischen Hauptstadt zu entkommen. Ihr Umfeld ist geprägt von Kriminalität und Gewalt. Um der trostlosen Realität zu entfliehen, testen die vier Freunde auch Heroin. Eines Tages wird Kasoy von einer Gang ermordet, aber der Fall wird von der Polizei nie aufgeklärt.
Sechs Jahre später: Shin ist in das Land seiner Vorfahren ausgewandert und studiert inzwischen in Südkorea, Said ist schwer heroinabhängig und begeht schließlich durch eine Überdosis Selbstmord. Stas ist mittlerweile Polizist geworden. Er versucht immer noch den Mordfall an seinem alten Freund Kasoy aufzuklären, stößt bei der Polizei jedoch nur auf Korruption und Unwillen, auch als er schließlich den Mörder Kasoys ausfindig macht. Durch seine Ermittlungen in der Drogenszene ist Stas zudem selbst drogenabhängig geworden.
Stas führt schließlich einen kalten Drogenentzug durch, kündigt seine Stelle bei der Polizei und will dem Rat seines Freundes Shin folgen und ebenfalls nach Südkorea auswandern. Es ist unklar, ob Südkorea für ihn „Hanaan“ sein wird, das Land seiner Wünsche.

## Hintergrund
Hanaan wurde von Ende 2010 bis Anfang 2011 in Usbekistan und Südkorea gedreht. Die Uraufführung erfolgte während des Filmfestival Locarno im Sommer 2011. Der Film wurde zunächst auf zahlreichen Filmfesten gezeigt, darunter auch beim Filmfestival Warschau, beim Taipei Film Festival und beim Filmfest München. Beim Taipei Film Festival 2012 gewann er sogar den Hauptpreis. Hanaan wurde am 11. Oktober 2012 schließlich auch erstmals in südkoreanischen Kinos gezeigt.
Der Film trägt stark autobiografische Züge des Hauptdarstellers Stanislaw Tjan, dessen erste Filmrolle Hanaan war. Tjan, Dmitri Eum (Kasoy) als auch Regisseur Ruslan Pak gehören zudem alle zur koreanischen Minderheit in Usbekistan. Zentrales Motiv des Films ist die Flucht: Alle der vier Hauptcharaktere versuchen ihrer aktuellen Situation zu entfliehen, durch Drogen, Tod oder Emigration. Hanaan (russisch für Kanaan) stellt dabei das undefinierte Ziel ihrer Suche dar, es wird jedoch offengelassen, ob ihre Suche nach einem besseren Leben überhaupt ein Ende haben kann.